# Массообмен
Массообме́н — самопроизвольный и необратимый процесс переноса массы части вещества в пространстве с неоднородным полем химического потенциала в направлении уменьшения этого химического потенциала.

## Частные случаи массообмена
- Простейший случай — массообмен в неоднородном поле концентрации или парциального давления.
- Массопередача — массообмен через поверхность раздела или проницаемую стенку между двумя веществами или фазами.
- Массоотдача — массообмен между движущейся средой и поверхностью раздела с другой средой.
- Термодиффузия — массообмен вызванный разностью температур.

## Применение массообмена в технике
Массообмен лежит в основе многих технологических процессов, широко используемых для разделения веществ или для их очистки от вредных или балластных примесей, а иногда и, наоборот, для соединения материалов. Эти процессы обычно многостадийны и включают как перенос вещества в пределах одной фазы, так и переход вещества через межфазную поверхность.
К технологиям, в основе которых лежит массообмен, относят следующие:

| - Диффузионная сварка - Диффузионное насыщение металлами - Электрофорез - Ультрафильтрация, микрофильтрация - Электроосмосфильтрация - Диализ - Электродиализ - Обратный осмос - Электроосмос - Термоосмос - Разделение на жидких мембранах - Экстракция через мембрану - Испарение через мембрану - Мембранное газоразделение | - Абсорбция - Адсорбция - Десорбция - Ионный обмен - Зонная плавка - Кристаллизация - Сушка - Сублимация (возгонка) - Дистилляция - Растворение - Увлажнение - Набухание - Экстрагирование из твёрдых веществ - Экстрагирование из жидкостей (жидкостная экстракция) |